# Remini (aplicació)
Remini (nom que prové de la paraula “reminiscència”) és una aplicació per a telèfons mòbils iOS i Android creada per l'empresa BigWinePot Inc. que va ser llançada a principis de 2019. Es tracta d'una aplicació que utilitza la Intel·ligència Artificial (AI) per a restaurar vídeos i imatges de baixa resolució, comprimides, antigues o desenfocades. La forma en que l'aplicació restaura els fitxers és a través d'un núvol que analitza les imatges enviades per l'usuari, les millora i les envia de nou al dispositiu. Segons la descripció de l'aplicació, que ha estat realitzada pels seus creadors: “Remini és una aplicació online per a millorar les fotografies a temps real. Gràcies a la millor tecnologia d'intel·ligència artificial del món, Remini pot corregir fotos i vídeos de baixa resolució, borrosos, pixelats, antics i danyats en un enfocaren d'alta qualitat, nítid i clar”.

## Opcions
L'aplicació Remini ofereix diferents opcions i serveis pels seus usuaris, com és el cas de:
- Millorar: Permet millorar la qualitat d'una imatge original que es troba desenfocada o amb una baixa resolució.
- Millorar+: Realitza el mateix servei que l'opció “Millorar”, però d'una forma més avançada.
- Millorar el Vídeo: Permet millorar la qualitat d'un vídeo de baixa resolució.
- Colorejar: Transforma les fotografies en blanc i negre en fotografies en color.
- Pintar: Aplica en la fotografia original un efecte de pintura.
- Retrat: Modifica a través de la seva Intel·ligència Artificial la profunditat de camp, aplicant un desenfocament al fons de les imatges.
- DeScratch: Permet eliminar les taques i arrugues que pugui tenir la imatge original escanejada.
- SlowMo: Modifica la velocitat del vídeo seleccionat per alentir-lo (prové de Slow-Motion).
- Dibuixa'm.
- Parpellejar.
- Retro.
- FaceMo.
- Animar.

## Funcionament de l'opció "Millorar"
Al realitzar un clic a l'opció “Millorar”, que es troba a la pàgina principal de l'aplicació, l'usuari podrà accedir a la seva galeria d'imatges (abans, haurà d'haver acceptat els permisos que l'aplicació li demana). A continuació, l'usuari ha d'escollir la fotografia que vol millorar i confirmar.
Llavors, mentre es processa la tasca, que està sent enviada al núvol, apareix un anunci. Quan acaba l'anunci, l'usuari el pot treure per visualitzar el resultat final. A la pàgina de resultat apareix la imatge original amb una barra lliscant que l'usuari pot moure per comparar l'abans i el després. També, pot fer zoom a la imatge per comparar-la des de més a prop.
Finalment, l'aplicació permet guardar la fotografia millorada a la galeria d'imatges, en una carpeta separada anomenada “Remini”.

## Subscripció
Quan l'usuari es descarrega l'aplicació, aquest ha de registrar-se i crear un compte a través del seu correu electrònic o el seu compte de Facebook. Un cop ho ha realitzat, l'usuari pot millorar o colorejar cinc fotografies al dia. Si l'usuari les gasta, haurà d'esperar 24 hores fins a obtenir cinc oportunitats més.
L'aplicació ofereix una opció de subscripció que, pel preu de 5,49 euros al mes, permet:
- L'ús il·limitat de la funció Remini tots els dies.
- L'obtenció de 5 targetes Pro gratuites cada mes.
- L'ús de Remini sense anuncis.

No obstant això, fins i tot pagant la subscripció, hi ha opcions que segueixen sent de pagament a través de la compra de crèdits o “targetes Pro”, com és el cas de l'opció de “Millorar+” o “Millorar el Vídeo”, entre d'altres.